# Organisches Wachstum
Organisches Wachstum oder internes Wachstum ist ein Begriff aus der Wirtschaft und der Siedlungsgeographie. Er bezeichnet denjenigen Teil des Wachstums (z. B. eines Unternehmens, einer Stadt), der aus eigener Kraft erfolgt. Mit anorganischem Wachstum oder externem Wachstum ist derjenige Teil des Wachstums gemeint, der durch andere Ursachen (z. B. Zukäufe, Eingemeindungen) entsteht.